# Martinikerk (Venlo)

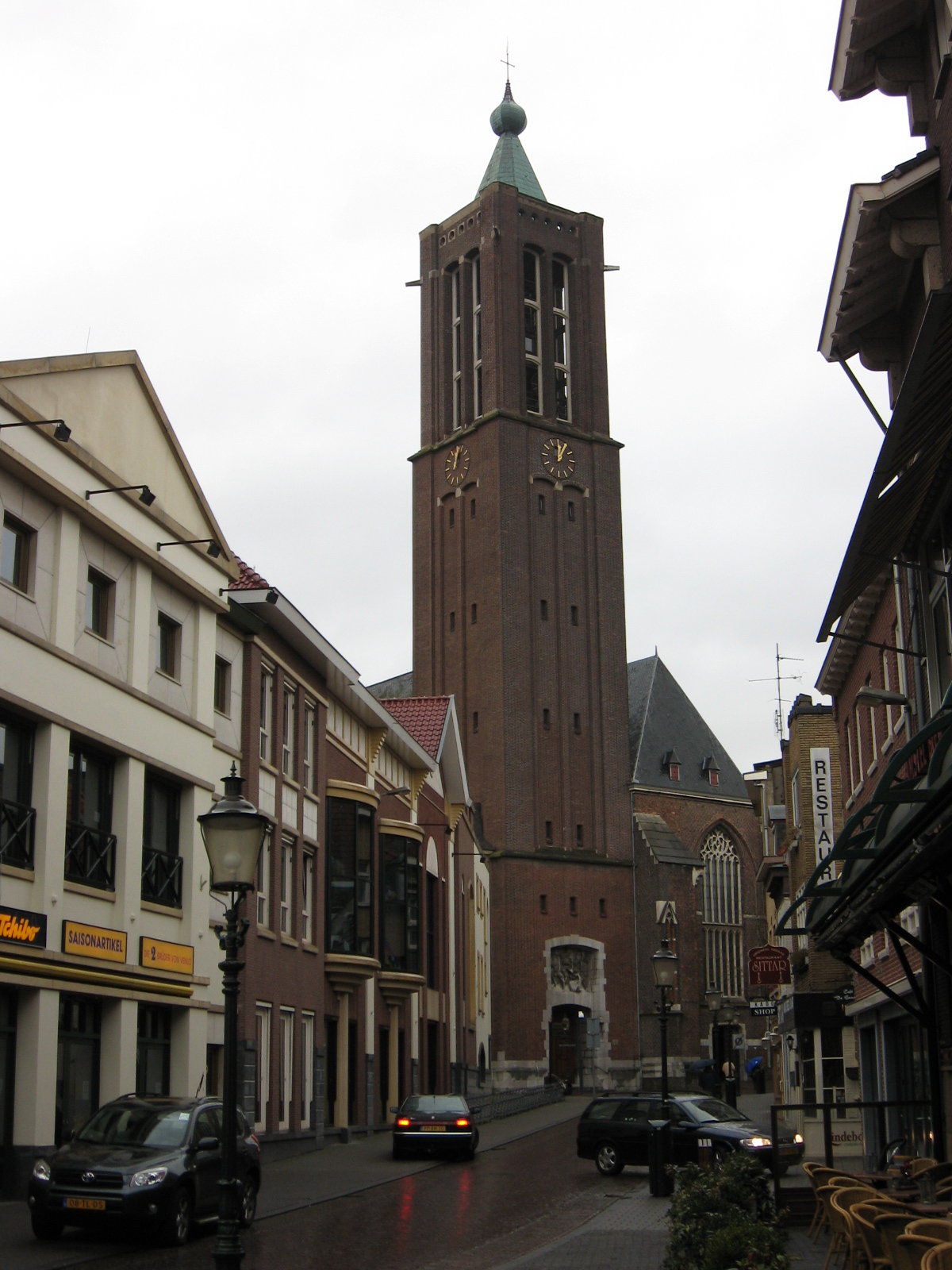
Die Martinikerk in Venlo

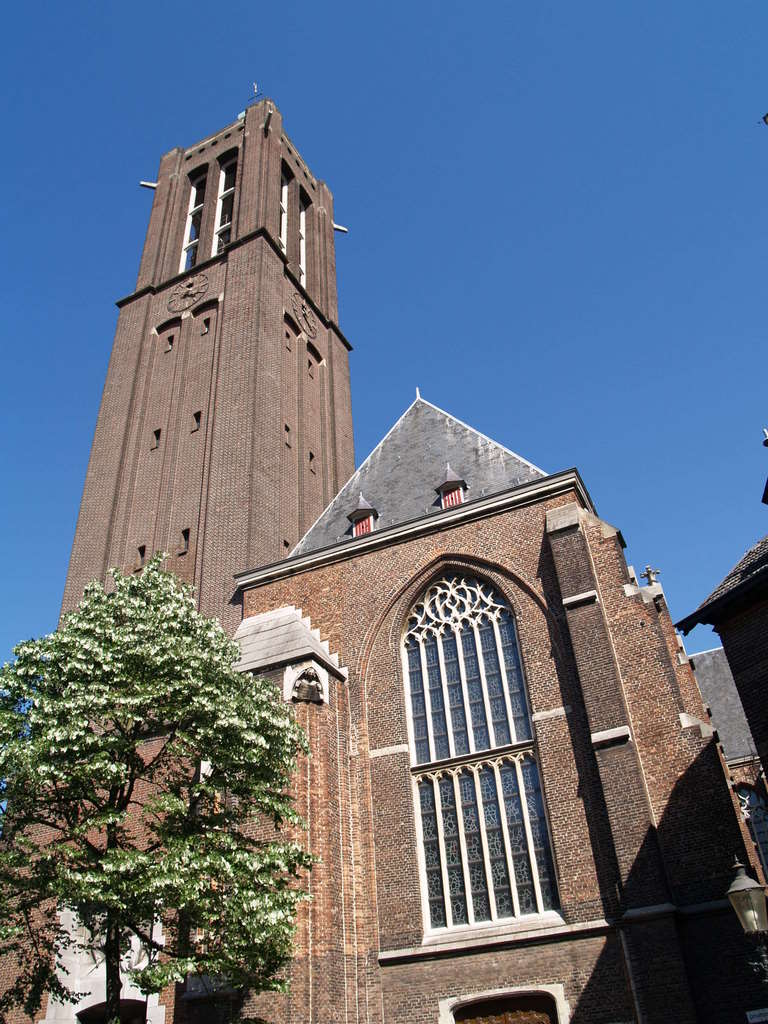
Frontansicht

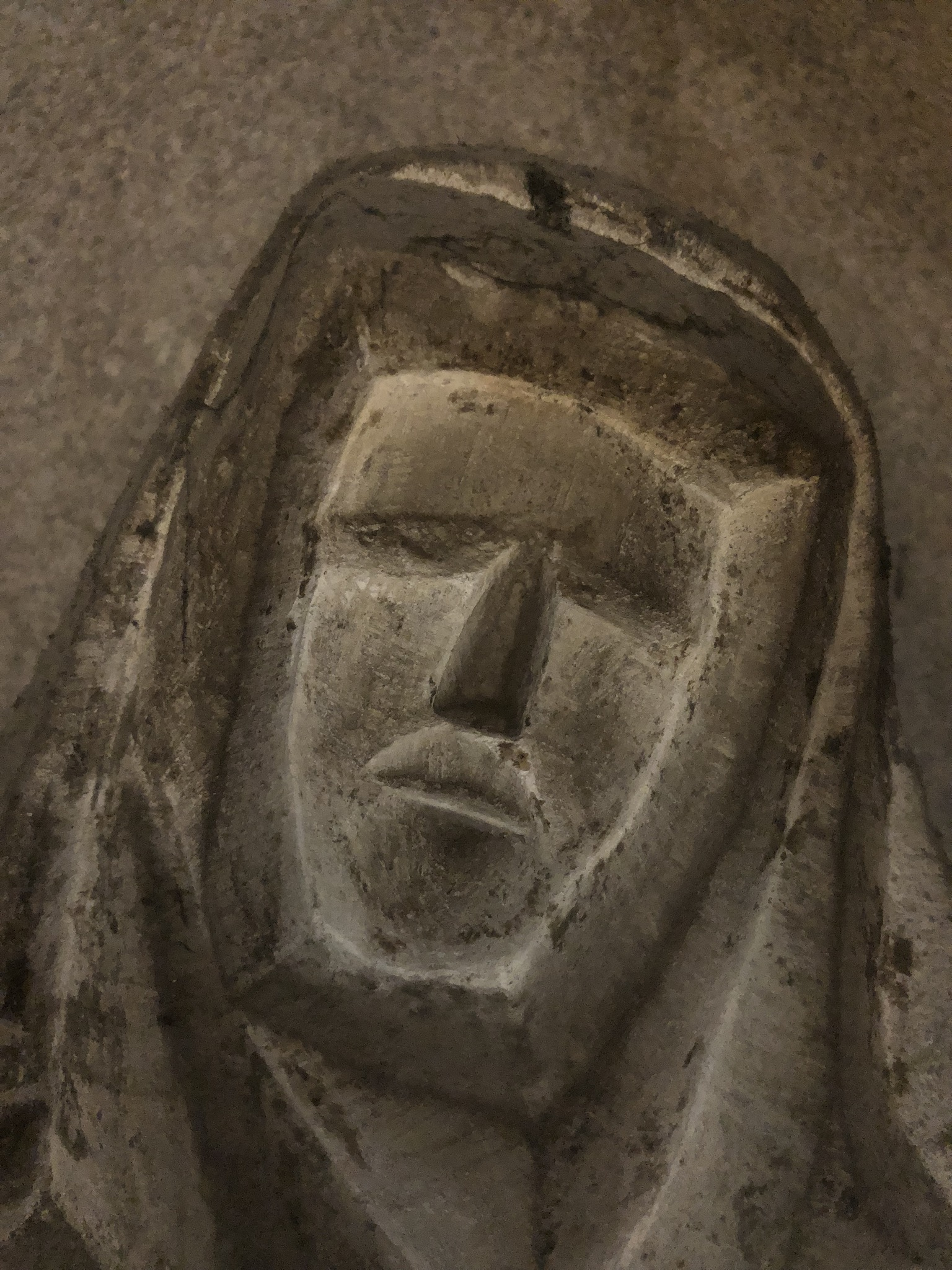
Schwarze Madonna

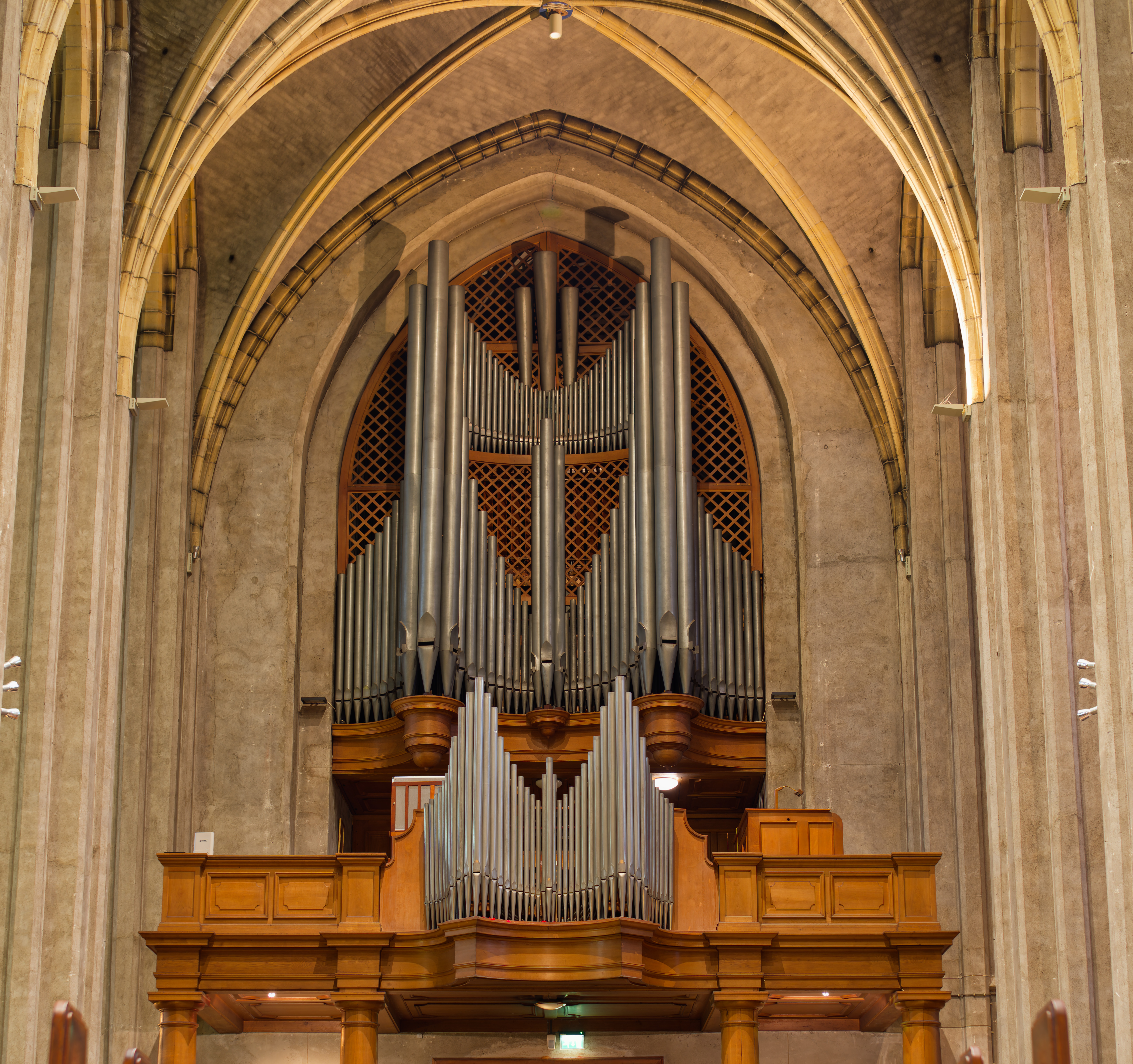
Die Orgel

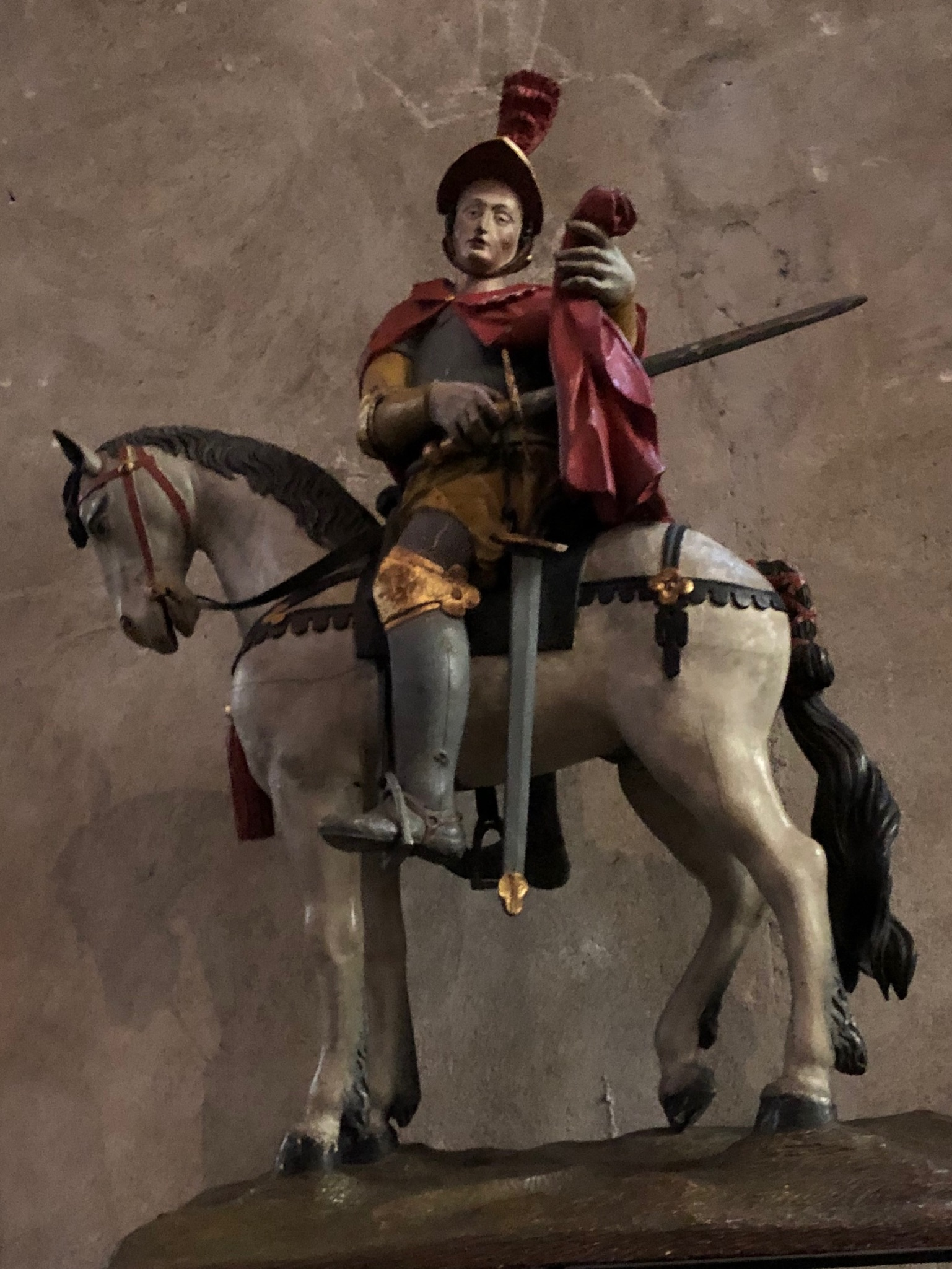
St. Martin

Die dem Patrozinium des Heiligen Martin unterstellte Martinikerk ist eine römisch-katholische Kirche im Zentrum der niederländischen Stadt Venlo.

## Geschichte
Um das Jahr 1000 ersetzte eine romanische Kirche einen hölzernen Vorgängerbau der Martinikerk. Diese wurde seit 1410 durch eine dreischiffige gotische Hallenkirche ersetzt, die 1430 geweiht wurde und heute noch besteht.
1480 erhielt die Kirche einen 90 Meter hohen Turm, der aber schon 1532 bei einem schweren Erdbeben einstürzte. Ein Neubau erfolgte erst 1776 auf nur noch 49 m Höhe mit Zwiebelhaube.
1879 veränderte Pierre Cuypers den barocken Turm in historistischer Neogotik; er stockt ihn um eine Etage auf und versah ihn mit einer Turmspitze und vier Eck-Fialen.
Im November 1944, in der Endphase des Zweiten Weltkriegs, wurde die Kirche schwer beschädigt; der Cuypers-Turm stürzte im Oktober 1945 bei einem Sturm ein. 1953 wurde der heutige Kirchturm in schlichteren Formen vollendet.
1959 wurde ein Glockenspiel mit 53 Glocken im Kirchturm installiert. Es zählt (gemessen an der Zahl der Glocken) zu den fünf größten in Europa.
2018 wurde bekanntgegeben, dass die Kirche in den Stand einer Basilica minor erhoben werde.

## Ausstattung
Die Kirche enthält eine Reihe gotischer Skulpturen, beispielsweise eine Sitzende Madonna mit Kind (2. Hälfte 15. Jahrhundert). Des Weiteren einen Heiligen Martin auf dem Pferd im Moment der Mantelteilung. Diese stammt von Gregorius Schissler aus der 1. Hälfte des 17. Jahrhunderts.
Die so genannte „Schwarze Madonna von Venlo“ – eine nicht wirklich schwarze Kalkstein-Pietà um 1450 – kam der Legende nach durch ein am Maasufer gestrandetes Kohlenschiff aus Lüttich nach Venlo. Der Kapitän, der sein Schiff nicht mehr vom Kai bekam, entdeckte im Laderaum ein Marienbildnis, das er zuerst über Bord werfen wollte, doch seine Frau hielt ihn davon ab und überzeugte ihn, es den Venloer  Kreuzherren zu bringen. Als er aber auf sein Schiff zurückkam, fand er das Bild wieder am selben Platz vor. Dies wiederholte sich noch einige Male, bis der Kapitän verstand, dass er dem Bildnis eine würdige Prozession zur Kreuzherrenkirche widmen müsse. Erst danach konnte er seine Reise ungehindert fortsetzen. Seit 1814 befindet sich die Skulptur in der Martinikirche.
Das gotische Chorgestühl stammt aus dem 15. Jahrhundert.
Der Hochaltar, der Leben und Passion Christi zum Thema hat, ist ein neogotischer Flügelaltar (Josef Windhausen, 19. Jahrhundert).
Im Chor der Kirche hatte man 1793 Bischof Philipp Damian von Hoensbroech (Roermond) beigesetzt; das Grab wurde 1945 wiederentdeckt.

### Orgel
Die Orgel wurde 1952 von der Orgelbaufirma Verschueren gebaut und hat die folgende Disposition.
| I Hoofdwerk C–g3 |               |        |
| 1.               | Bourdon       | 16′    |
| 2.               | Prestant      | 08′    |
| 3.               | Salicionaal   | 08′    |
| 4.               | Roerfluit     | 08′    |
| 5.               | Octaaf        | 04′    |
| 6.               | Gemshoorn     | 04′    |
| 7.               | Kwint         | 02 ⁄3′ |
| 8.               | Superoctaaf   | 02′    |
| 9.               | Mixtuur IV–VI |        |
| 10.              | Scherp IV–VI  |        |
| 11.              | Cornet III–V  |        |
| 12.              | Trompet       | 08′    |
| 13.              | Klaroen       | 04′    |

| II Rugpositief C–g3 |                 |     |
| 14.                 | Bourdon         | 08′ |
| 15.                 | Kwintadeen      | 08′ |
| 16.                 | Prestant        | 04′ |
| 17.                 | Roerfluit       | 04′ |
| 18.                 | Doublette       | 02′ |
| 19.                 | Sifflet         | 01′ |
| 20.                 | Sesquialter II0 |     |
| 21.                 | Cimbel III      |     |
| 22.                 | Kromhoorn       | 08′ |
| 23.                 | Regaal          | 04′ |

| III Zwelwerk C–g3 |                |         |
| 24.               | Kwintadeen     | 16′     |
| 25.               | Prestant       | 08′     |
| 26.               | Openfluit      | 08′     |
| 27.               | Holpijp        | 08′     |
| 28.               | Zing. Prest    | 04′     |
| 29.               | Koppelfluit    | 04′     |
| 30.               | Nazard         | 02 ⁄3′  |
| 31.               | Nachthoorn     | 02′     |
| 32.               | S. Kwint       | 01 ⁄3′  |
| 33.               | Terts          | 01 3⁄5′ |
| 34.               | Mixtuur III-IV |         |
| 35.               | Dulciaan       | 16′     |
| 36.               | Trompet Harm.0 | 08′     |

| Pedaal C–f1 |               |         |
| 37.         | Contrabas     | 16′     |
| 38.         | Subbas        | 16′     |
| 39.         | Zachtbas      | 16′     |
| 40.         | Octaafbas     | 08′     |
| 41.         | Gedektfluit 0 | 08′     |
| 42.         | Kwintbas      | 05 1⁄3′ |
| 43.         | Prestant      | 04′     |
| 44.         | Zachtfluit    | 04′     |
| 45.         | Mixtuur IV    |         |
| 46.         | Bazuin        | 16′     |
| 47.         | Trompet       | 08′     |
| 48.         | Klaroen       | 04′     |
| 49.         | Zink          | 02′     |